# Round & Round (sång av Selena Gomez & the Scene)
"Round & Round" är en låt framförd av det amerikanska bandet Selena Gomez & the Scene. Låten är skriven av Selena Gomez, Kevin Rudolf (som även producerade låten) samt Fefe Dobson. Låten är en elektroniskt baserad danspop-låt med inslag av rock och disco. Låten släpptes den 22 juni 2010 som ledande singel från bandets kommande andra studioalbum A Year Without Rain.

## Komposition
Låten är disco-influerad electropop med en upptempokänsla. Låttexten beskriver en relation som går runt i cirklar. I låtens mittparti rappar Gomez texten.

## Musikvideo
Inspelningen av videon ägde rum i slutet av maj 2010 i Budapest i Ungern, eftersom Selena befann sig där just då under inspelningen av filmen Monte Carlo. Selena lade upp två förhandsvisningar av musikvideon på sin Twitter den 17 juni 2010 innan videon hade premiär den 18 juni 2010 på Disney Channel, och därefter på Youtube-kanalen VEVO. 
Musikvideon handlar om hur Selena agerar som hemlig agent; hon fotograferar i hemlighet och skickar paket. Bandet uppträder på en scen. Selena är iförd en kort svart klänning med paljetter. Agenten Selena infångas sedan och deltar i en jakt över hela staden.

## Låtlista
Digital download
1. "Round & Round" - 3:06

Round & Round (Dave Audé Remix Radio Edit) - Single
1. "Round & Round" (Dave Audé Remix Radio Edit) - 3:32

Australian Digital Single
1. "Round & Round" - 3:05
2. "Naturally" (Ralphi Rosario Radio Remix) - 3:39

Remixes EP
1. "Round & Round" (Wideboys Club Mix) - 5:56
2. "Round & Round" (Fascination Club Mix) - 6:11
3. "Round & Round" (7th Heaven Club Mix) - 6:08
4. "Round & Round" (Dave Audé Club Remix) - 6:23

UK Single
1. "Round & Round" - 3:06
2. "Naturally" - 3:39

UK Digital Single
1. "Round & Round" - 3:05
2. "Round & Round" (Wideboys Radio Edit) - 3:32

## Listplaceringar
| Lista (2010)                         | Topplacering |
| ------------------------------------ | ------------ |
| Australien (ARIA Charts)             | 76           |
| Belgien (Ultratip Flanders)          | 19           |
| Kanada (Canadian Hot 100)            | 51           |
| Slovakien (IFPI)                     | 39           |
| Storbritannien (UK Singles Chart)    | 47           |
| Tyskland (Media Control Charts)      | 52           |
| USA (Billboard Hot 100)              | 24           |
| USA (Billboard Hot Dance Club Songs) | 2            |
| USA (Billboard Pop Songs)            | 34           |
| Österrike (Ö3 Austria Top 40)        | 62           |

## Utgivningshistorik
| Region         | Datum             | Format                      |
| -------------- | ----------------- | --------------------------- |
| Sverige        | 22 juni 2010      | Digital download            |
| USA            | 22 juni 2010      | Digital download            |
| Australien     | 3 september 2010  | Digital download            |
| Storbritannien | 27 september 2010 | Digital download, CD-singel |